# Alonso de Fuenmayor

Escudo de armas de Alonso de Fuenmayor.

Alonso de Fuenmayor (Soria, c. 1500 - Santo Domingo, 1 de marzo de 1554), funcionario y religioso español.
Era hijo de Antonio Díaz de Fuenmayor y de Constanza López del Río, vecinos de Yanguas.
Se graduó de bachiller en cánones y el 17 de octubre de 1518 entró al colegio mayor de San Bartolomé
de la Universidad de Salamanca. Fue allí donde se licenció y ejerció la cátedra de Decretales.
El 22 de abril de 1526 Carlos I lo nombró oidor del Consejo de Navarra en reemplazo de Bernardino de Anaya. El 9 de diciembre de 1532 también fue designado presidente de la Real Audiencia de Santo Domingo, con la misión de vigilar el trato de los españoles hacia los indígenas. En 1533 ya se embarcó hacia América para ejercer sus funciones, que asumió oficialmente el 14 de diciembre de dicho año cuando llegó a la isla.
Durante su gestión al frente de la Audiencia, insistió en la venida de un visitador que tomase conocimiento y reparase las faltas en el cuidado de los nativos y los negocios de la Real Hacienda, así como en la conducta de los oidores.
El 27 de octubre de 1538 fue nombrado obispo de Santo Domingo. Su primer medida fue la de proveer las ocho prebendas de su catedral, además de convocar al I Sínodo de Santo Domingo en la primera mitad de 1539.
El 7 de mayo de 1543 las autoridades le permitieron regresar a la península, pero el 7 de agosto de 1548 se lo invitó a regresar a las Indias, en virtud de su nombramiento de arzobispo de Santo Domingo el 12 de febrero de 1546. Bajo su episcopado fundó el convento de religiosas de Santa Clara.
Murió el 1 de marzo de 1554.
En 1951 Alfonso de Fuenmayor se convierte en el gobernador de la ciudad de Almaguer en lo que hoy es el municipio del Cauca. Este lugar tenía como objetivo convertirse en uno de los mayores centros de expansión española para las riquezas auríferas en el macizo Colombiano. La colonización de esta zona se caracterizó por el exterminio de pueblos indígenas que fueron obligados a la servidumbre y a la esclavitud como mano de obra para el trabajo en las minas de oro. “Su población pasó de 120.0000 a 28.000 habitantes en menos de 70 años. Para más información ver http://www.almaguer-cauca.gov.co/municipio/nuestro-municipio Archivado el 3 de marzo de 2020 en Wayback Machine.